# Bureau of Indian Affairs

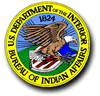
Wapenschild van het Amerikaanse Bureau of Indian Affairs

Het Bureau of Indian Affairs (BIA) is een organisatie binnen het United States Department of the Interior die zich bezighoudt met de belangen van de indianen en andere oorspronkelijke bewoners van de Verenigde Staten.
De organisatie werd in 1824 opgericht als een deel van het toenmalige ministerie van Oorlog. Sinds 1849 maakt het deel uit van het ministerie van Binnenlandse Zaken.
Het bureau heeft 225 duizend km² land in beheer namens de oorspronkelijke bevolking. De organisatie werkt met 564 erkende stammen.
Het BIA, dat zijn hoofdkantoor in Washington heeft, staat onder leiding van de Assistant Secretary for Indian Affairs, een positie die voorheen werd bekleed door Larry EchoHawk, een lid van de Pawnee Nation uit Oklahoma.